# Poluža (Glogovac)
Pour l’article homonyme, voir Poluža (Orahovac).
Polluzhë en albanais et Poluža en serbe latin (en serbe cyrillique : Полужа) est une localité du Kosovo située dans la commune/municipalité de Gllogoc/Glogovac, district de Pristina. Selon le recensement kosovar de 2011, elle compte 1 017 habitants, dont 1 015 Albanais.

## Histoire
Dans le village, la tour-résidence de Shaban Polluzha, construite au XXe siècle, est proposée pour une inscription sur la liste des monuments culturels du Kosovo.

## Démographie

### Évolution historique de la population dans la localité
| 1948 | 1953 | 1961 | 1971 | 1981 | 1991  | 2011  |
| ---- | ---- | ---- | ---- | ---- | ----- | ----- |
| 369  | 409  | 490  | 689  | 890  | 1 119 | 1 017 |

|  |